# Trente-troisième district congressionnel de Californie
Le 33e district congressionnel de Californie est un district de l'État américain de Californie. Le district est actuellement représenté par le Démocrate Pete Aguilar.
A partir du 3 janvier 2023, suite au cycle de redécoupage 2020, le district est centré sur San Bernardino.

## Géographie
| #  | Comté          | Siège          | Population |
| -- | -------------- | -------------- | ---------- |
| 71 | San Bernardino | San Bernardino | 2 194 710  |

Depuis le redécoupage de 2020, le 33e district congressionnel de Californie est situé dans le sud de la Californie. Le district occupe une partie du sud-ouest du Comté de San Bernardino.
Le Comté de San Bernardino est divisé entre ce district, le 23e district, le 28e district et le 35e district. Les 33e, 23e et 28e sont divisés par Carnelian St, Highway 30, Amethyst Ave, Highland Ave, Foothill Freeway, Day Creek Blvd, Vintage Dr, Saddle Tree Pl, Day Creek Channel, Wardman Bullock Rd, Dawnridge Dr, Summit Ave, 14509 Saddlepeak Dr-14560 Labrador Ave, Ontario Freeway, Union Pacific Railroad, Highway 15, Highway 215, W Meyers Rd, Ohio Ave, Pine Ave, Bailey act, Highway 206, Devils Canyon Rd, Cloudland Truck Trail, Cloudland Cutoff, Hill Dr , W 54th St, E Hill Dr, Bonita Vista Dr, Sterling Ave, Argyle Ave, E Marshall Blvd, Rockford Ave, Lynwood Dr, La Praix St, Orchid Dr, Denair Ave, Highland Ave, Orchard Rd, Arroyo Vista Dr, Église St, Greensport Rd, Florida St, Garnet St, Nice Ave, Crafton Ave, 5th Ave, Walnut St, 6th Ave, S Wabash Ave, E Citrus Ave, N Church St, Southern California Regional Rail A, Tennessee St, Highway 10, California St, E Washington St et S Barton Rd.
Les 33e et 35e sont séparés par San Bernardino Rd, Orangewood Dr, Estacia St, Lion St, Highway 66, Helms Ave, Hampshire St, Archibald Ave, N Maple Ave, S Maple Ave, Randall Ave, Alder Ave, Union Pacific Railroad, Slover Ave, Tamarind Ave, Jurupa Ave, 11th St, and Locust Ave. Le 33e district comprend San Bernardino, le nord de Redlands, Bloomington, l'ouest de Highland, la majorité de Colton, Grand Terrace, Rialto, Fontanan, le centre de Rancho Cucamonga et une petite portion de Loma Linda, ainsi que les census-designated places de Bloomington, Muscoy et l'ouest de Mentone.

### Villes et census-designated places de 10 000 personnes ou plus
- San Berardino - 222 101
- Fontana - 212 704
- Rancho Cucamonga - 174 405
- Rialto - 104 026
- Redlands - 73 168
- Highland - 55 999
- Colton - 53 909
- Loma Linda - 24 719
- Bloomington - 24 339
- Grand Terrace - 13 150
- Muscoy - 10 719

## Historique de vote
| Année | Poste               | Résults                    |
| ----- | ------------------- | -------------------------- |
| 1990  | Gouverneur          | Wilson 59,4 % - 35,5 %     |
| 1992  | Président           | Clinton 63,0 % - 23,6 %    |
| 1992  | Sénateur            | Boxer 59,3 % - 29,9 %      |
| 1992  | Sénateur (Spéciale) | Feinstein 65,8 % - 25,9 %  |
| 1994  | Gouverneur          | Brown 61,2 % - 31,1 %      |
| 1994  | Sénateur            | Feinstein 58,1 % - 28,4 %  |
| 1996  | Président           | Clinton 79,7 % - 14,0 %    |
| 1998  | Gouverneur          | Davis 83,4 % - 13,4 %      |
| 1998  | Sénateur            | Boxer 79,9 % - 16,4 %      |
| 2000  | Président           | Gore 82,6 % - 14,9 %       |
| 2000  | Sénateur            | Feinstein 81,7 % - 11,4 %  |
| 2002  | Gouverneur          | Davis 74,7 % - 15,2 %      |
| 2003  | Rappel,             | Non 74,2 % - 25,8 %        |
| 2003  | Rappel,             | Bustamante 57,0 % - 24,5 % |
| 2004  | Président           | Kerry 82,8 % - 15,9 %      |
| 2004  | Sénateur            | Boxer 83,5 % - 11,7 %      |
| 2006  | Gouverneur          | Angelides 69,4 % - 25,6 %  |
| 2006  | Sénateur            | Feinstein 83,7 % - 10,8 %  |
| 2008  | Président           | Obama 86,8 % - 11,7 %      |
| 2010  | Gouverneur          | Brown 82,9 % - 13,4 %      |
| 2010  | Sénateur            | Boxer 83,2 % - 13,0 %      |
| 2012  | Président           | Obama 60,6 % - 36,8 %      |
| 2012  | Sénateur            | Feinstein 64,5 % - 35,5 %  |
| 2014  | Gouverneur          | Brown 61,6 % - 38,4 %      |
| 2016  | Président           | Clinton 67,8 % - 26,5 %    |
| 2016  | Sénateur            | Harris 70,9 % - 29,1 %     |
| 2018  | Gouverneur          | Newsom 67,7 % - 32,3 %     |
| 2018  | Sénateur            | Feinstein 62,4 % - 37,6 %  |
| 2020  | Président           | Biden 69,0 % - 29,0 %      |
| 2021  | Rappel              | Non 66,6 % - 334%          |
| 2022  | Gouverneur          | Newsom 54,8 % - 45,2 %     |
| 2022  | Sénateur            | Padilla 56,8 % - 43,2 %    |

## Liste des Représentants du district
| Membre                          | Parti      | Années                            | Congrès     | Histoire électorale | Zone géographique |
| ------------------------------- | ---------- | --------------------------------- | ----------- | --- | --- |
| District créé le 6 janvier 1963 |            |                                   |             | | |
| Harry R. Sheppard (en)          | Democratic | 3 janvier 1963 - 3 janvier 1965   | 88e         | Redécoupage depuis le 27e district et réélu en 1962. Retrait.                                                                                      | 1963–1969 San Bernardino |
| Kenneth W. Dyal (en)            | Democratic | 3 janvier 1965 - 3 janvier 1967   | 89e         | Élu en 1964. Perds sa réélection. | 1963–1969 San Bernardino |
| Jerry Pettis (en)               | Republican | 3 janvier 1967 - 3 janvier 1975   | 90e - 93e   | Élu en 1966. Réélu en 1968. Réélu en 1970. Réélu en 1972. Redécoupage vers le 37e district.                                                        | 1963–1969 San Bernardino |
| Jerry Pettis (en)               | Republican | 3 janvier 1967 - 3 janvier 1975   | 90e - 93e   | Élu en 1966. Réélu en 1968. Réélu en 1970. Réélu en 1972. Redécoupage vers le 37e district.                                                        | 1969–1973 San Bernardino |
| Jerry Pettis (en)               | Republican | 3 janvier 1967 - 3 janvier 1975   | 90e - 93e   | Élu en 1966. Réélu en 1968. Réélu en 1970. Réélu en 1972. Redécoupage vers le 37e district.                                                        | 1973–1975 San Bernardino |
| Del M. Clawson (en)             | Republican | 3 janvier 1975 - 31 décembre 1978 | 94e , 95e   | Redécoupage depuis le 23e district et réélu en 1974. Réélu en 1976. Démissionne.                                                                   | 1975–1983 Los Angeles |
| Vacant                          | Vacant     | 31 décembre 1978 - 3 janvier 1979 |             | | 1975–1983 Los Angeles |
| Wayne R. Grisham (en)           | Republican | 3 janvier 1979 - 3 janvier 1983   | 96e , 97e   | Élu en 1978. Réélu en 1980. Perds sa renomination.                                                                                                 | 1975–1983 Los Angeles |
| David Dreier (en)               | Republican | 3 janvier 1983 - 3 janvier 1993   | 98e - 102e  | Redécoupage depuis le 35e district et réélu en 1982. Réélu en 1984. Réélu en 1986. Réélu en 1988. Réélu en 1990. Redécoupage vers le 28e district. | 1983–1993 Los Angeles (Banlieues Est)                                                                                         |
| Lucille Roybal-Allard           | Democratic | 3 janvier 1993 - 3 janvier 2003   | 103e - 107e | Élue en 1992. Réélu en 1994. Réélu en 1996. Réélu en 1998. Réélu en 2000. Redécoupage vers le 34e district.                                        | 1993–2003 Los Angeles (Downtown L.A.)                                                                                         |
| Diane Watson                    | Democratic | 3 janvier 2003 - 3 janvier 2011   | 108e - 111e | Redécoupage depuis le 32e district et réélue en 2002. Réélu en 2004. Réélu en 2006. Réélu en 2008. Retrait.                                        | 2003–2013 Los Angeles (Culver City, Ladera Heights et Baldwin Hills)                                                          |
| Karen Bass                      | Democratic | 3 janvier 2011 - 3 janvier 2013   | 112e        | Élue en 2010. Redécoupage vers le 37e district. | 2003–2013 Los Angeles (Culver City, Ladera Heights et Baldwin Hills)                                                          |
| Henry Waxman (en)               | Democratic | 3 janvier 2013 - 3 janvier 2015   | 113e        | Redécoupage depuis le 30e district et réélu en 2012. Retrait.                                                                                      | 2013-Présent Los Angeles (Beverly Hills et Santa Monica)                                                                      |
| Ted Lieu                        | Democratic | 3 janvier 2015 - 3 janvier 2023   | 114e - 117e | Élu en 2014. Réélu en 2016. Réélu en 2018. Réélu en 2020. Redécoupage vers le 36e district.                                                        | 2013-Présent Los Angeles (Beverly Hills et Santa Monica)                                                                      |
| Pete Aguilar                    | Democratic | 3 janvier 2023 - en cours         | 118e - 119e | Redécoupage depuis le 31e district et réélu en 2022. Réélu en 2024.                                                                                | 2023–present La région de l'Inland Empire, incluant la ville de San Bernardino et des parts de Rancho Cucamonga and Redlands. |

## Résultats des récentes élections
Voici les résultats des dix précédents cycles électoraux dans le district.

### 2004
| Élection de 2004 du 33e district congressionnel de Californie | Élection de 2004 du 33e district congressionnel de Californie | Élection de 2004 du 33e district congressionnel de Californie | Élection de 2004 du 33e district congressionnel de Californie | Élection de 2004 du 33e district congressionnel de Californie |
| ------------------------------------------------------------- | ------------------------------------------------------------- | ------------------------------------------------------------- | ------------------------------------------------------------- | ------------------------------------------------------------- |
| Parti                                                         | Parti                                                         | Candidat                                                      | Votes                                                         | %                                                             |
|                                                               | Démocrate                                                     | Diane Watson (sortante)                                       | 166 801                                                       | 88,6                                                          |
|                                                               | Libertarien                                                   | Robert G. Weber Jr.                                           | 21 513                                                        | 11,4                                                          |
| Total des votes                                               | Total des votes                                               | Total des votes                                               | 188 314                                                       | 100%                                                          |
|                                                               | Les Démocrates conservent                                     |                                                               |                                                               |                                                               |

### 2006
| Élection de 2006 du 33e district congressionnel de Californie | Élection de 2006 du 33e district congressionnel de Californie | Élection de 2006 du 33e district congressionnel de Californie | Élection de 2006 du 33e district congressionnel de Californie | Élection de 2006 du 33e district congressionnel de Californie |
| ------------------------------------------------------------- | ------------------------------------------------------------- | ------------------------------------------------------------- | ------------------------------------------------------------- | ------------------------------------------------------------- |
| Parti                                                         | Parti                                                         | Candidat                                                      | Votes                                                         | %                                                             |
|                                                               | Démocrate                                                     | Diane Watson (sortante)                                       | 113 715                                                       | 100%                                                          |
|                                                               | Les Démocrates conservent                                     |                                                               |                                                               |                                                               |

### 2008
| Élection de 2008 du 33e district congressionnel de Californie | Élection de 2008 du 33e district congressionnel de Californie | Élection de 2008 du 33e district congressionnel de Californie | Élection de 2008 du 33e district congressionnel de Californie | Élection de 2008 du 33e district congressionnel de Californie |
| ------------------------------------------------------------- | ------------------------------------------------------------- | ------------------------------------------------------------- | ------------------------------------------------------------- | ------------------------------------------------------------- |
| Parti                                                         | Parti                                                         | Candidat                                                      | Votes                                                         | %                                                             |
|                                                               | Démocrate                                                     | Diane Watson (sortante)                                       | 186 924                                                       | 87,6                                                          |
|                                                               | Républicain                                                   | David Crowley                                                 | 26 536                                                        | 12,4                                                          |
| Total des votes                                               | Total des votes                                               | Total des votes                                               | 213 460                                                       | 100%                                                          |
|                                                               | Les Démocrates conservent                                     |                                                               |                                                               |                                                               |

### 2010
| Élection de 2010 du 33e district congressionnel de Californie | Élection de 2010 du 33e district congressionnel de Californie | Élection de 2010 du 33e district congressionnel de Californie | Élection de 2010 du 33e district congressionnel de Californie | Élection de 2010 du 33e district congressionnel de Californie |
| ------------------------------------------------------------- | ------------------------------------------------------------- | ------------------------------------------------------------- | ------------------------------------------------------------- | ------------------------------------------------------------- |
| Parti                                                         | Parti                                                         | Candidat                                                      | Votes                                                         | %                                                             |
|                                                               | Démocrate                                                     | Karen Bass                                                    | 131 990                                                       | 86,1                                                          |
|                                                               | Républicain                                                   | James L. Andion                                               | 21 342                                                        | 13,9                                                          |
| Total des votes                                               | Total des votes                                               | Total des votes                                               | 153 332                                                       | 100%                                                          |
|                                                               | Les Démocrates conservent                                     |                                                               |                                                               |                                                               |

### 2012
| Élection de 2012 du 33e district congressionnel de Californie | Élection de 2012 du 33e district congressionnel de Californie | Élection de 2012 du 33e district congressionnel de Californie | Élection de 2012 du 33e district congressionnel de Californie | Élection de 2012 du 33e district congressionnel de Californie |
| ------------------------------------------------------------- | ------------------------------------------------------------- | ------------------------------------------------------------- | ------------------------------------------------------------- | ------------------------------------------------------------- |
| Parti                                                         | Parti                                                         | Candidat                                                      | Votes                                                         | %                                                             |
|                                                               | Démocrate                                                     | Henry Waxman (en) (sortant)                                   | 171 860                                                       | 54,0                                                          |
|                                                               | Indépendant                                                   | Bill Bloomfield                                               | 146 606                                                       | 46,0                                                          |
| Total des votes                                               | Total des votes                                               | Total des votes                                               | 318 520                                                       | 100%                                                          |
|                                                               | Les Démocrates conservent                                     |                                                               |                                                               |                                                               |

### 2014
| Élection de 2014 du 33e district congressionnel de Californie | Élection de 2014 du 33e district congressionnel de Californie | Élection de 2014 du 33e district congressionnel de Californie | Élection de 2014 du 33e district congressionnel de Californie | Élection de 2014 du 33e district congressionnel de Californie |
| ------------------------------------------------------------- | ------------------------------------------------------------- | ------------------------------------------------------------- | ------------------------------------------------------------- | ------------------------------------------------------------- |
| Parti                                                         | Parti                                                         | Candidat                                                      | Votes                                                         | %                                                             |
|                                                               | Démocrate                                                     | Ted Lieu                                                      | 108 331                                                       | 57,6                                                          |
|                                                               | Républicain                                                   | Elan Carr                                                     | 79 700                                                        | 42,4                                                          |
| Total des votes                                               | Total des votes                                               | Total des votes                                               | 188 031                                                       | 100%                                                          |
|                                                               | Les Démocrates conservent                                     |                                                               |                                                               |                                                               |

### 2016
| Élection de 2016 du 33e district congressionnel de Californie | Élection de 2016 du 33e district congressionnel de Californie | Élection de 2016 du 33e district congressionnel de Californie | Élection de 2016 du 33e district congressionnel de Californie | Élection de 2016 du 33e district congressionnel de Californie |
| ------------------------------------------------------------- | ------------------------------------------------------------- | ------------------------------------------------------------- | ------------------------------------------------------------- | ------------------------------------------------------------- |
| Parti                                                         | Parti                                                         | Candidat                                                      | Votes                                                         | %                                                             |
|                                                               | Démocrate                                                     | Ted Lieu (sortant)                                            | 219 397                                                       | 66,4                                                          |
|                                                               | Républicain                                                   | Kenneth W. Wright                                             | 110 822                                                       | 33,6                                                          |
| Total des votes                                               | Total des votes                                               | Total des votes                                               | 330 219                                                       | 100%                                                          |
|                                                               | Les Démocrates conservent                                     |                                                               |                                                               |                                                               |

### 2018
| Élection de 2018 du 33e district congressionnel de Californie | Élection de 2018 du 33e district congressionnel de Californie | Élection de 2018 du 33e district congressionnel de Californie | Élection de 2018 du 33e district congressionnel de Californie | Élection de 2018 du 33e district congressionnel de Californie |
| ------------------------------------------------------------- | ------------------------------------------------------------- | ------------------------------------------------------------- | ------------------------------------------------------------- | ------------------------------------------------------------- |
| Parti                                                         | Parti                                                         | Candidat                                                      | Votes                                                         | %                                                             |
|                                                               | Démocrate                                                     | Ted Lieu (sortant)                                            | 219 091                                                       | 70,0                                                          |
|                                                               | Républicain                                                   | Kenneth W. Wright                                             | 93 769                                                        | 30,0                                                          |
| Total des votes                                               | Total des votes                                               | Total des votes                                               | 312 860                                                       | 100%                                                          |
|                                                               | Les Démocrates conservent                                     |                                                               |                                                               |                                                               |

### 2020
| Élection de 2020 du 33e district congressionnel de Californie | Élection de 2020 du 33e district congressionnel de Californie | Élection de 2020 du 33e district congressionnel de Californie | Élection de 2020 du 33e district congressionnel de Californie | Élection de 2020 du 33e district congressionnel de Californie |
| ------------------------------------------------------------- | ------------------------------------------------------------- | ------------------------------------------------------------- | ------------------------------------------------------------- | ------------------------------------------------------------- |
| Parti                                                         | Parti                                                         | Candidat                                                      | Votes                                                         | %                                                             |
|                                                               | Démocrate                                                     | Ted Lieu (sortant)                                            | 257 094                                                       | 67,6                                                          |
|                                                               | Républicain                                                   | James P. Bradley                                              | 123 334                                                       | 32,4                                                          |
| Total des votes                                               | Total des votes                                               | Total des votes                                               | 380 428                                                       | 100%                                                          |
|                                                               | Les Démocrates conservent                                     |                                                               |                                                               |                                                               |

### 2022
La Californie a tenu sa Primaire Jungle le 7 juin 2022, selon ce système de Primaire, tous les candidats sont sur le même bulletin de vote, et les deux arrivés en tête s'affronteront le jour de l'Élection Générale, à savoir le 8 novembre 2022.
| Primaire Jungle 2022 du 33e district congressionnel de Californie | Primaire Jungle 2022 du 33e district congressionnel de Californie | Primaire Jungle 2022 du 33e district congressionnel de Californie | Primaire Jungle 2022 du 33e district congressionnel de Californie | Primaire Jungle 2022 du 33e district congressionnel de Californie |
| ----------------------------------------------------------------- | ----------------------------------------------------------------- | ----------------------------------------------------------------- | ----------------------------------------------------------------- | ----------------------------------------------------------------- |
| Parti                                                             | Parti                                                             | Candidat                                                          | Votes                                                             | %                                                                 |
|                                                                   | Démocrate                                                         | Pete Aguilar (sortant)                                            | 41 046                                                            | 59,8                                                              |
|                                                                   | Républicain                                                       | John Mark Porter                                                  | 12 096                                                            | 17,6                                                              |
|                                                                   | Républicain                                                       | Rex Gutierrez                                                     | 10 587                                                            | 15,4                                                              |
|                                                                   | Républicain                                                       | Ernest Richter                                                    | 4878                                                              | 7,1                                                               |

| Élection de 2022 du 33e district congressionnel de Californie | Élection de 2022 du 33e district congressionnel de Californie | Élection de 2022 du 33e district congressionnel de Californie | Élection de 2022 du 33e district congressionnel de Californie | Élection de 2022 du 33e district congressionnel de Californie |
| ------------------------------------------------------------- | ------------------------------------------------------------- | ------------------------------------------------------------- | ------------------------------------------------------------- | ------------------------------------------------------------- |
| Parti                                                         | Parti                                                         | Candidat                                                      | Votes                                                         | %                                                             |
|                                                               | Démocrate                                                     | Pete Aguilar (sortant)                                        | 76 588                                                        | 57,7                                                          |
|                                                               | Républicain                                                   | John Mark Porter                                              | 56 119                                                        | 42,3                                                          |
| Total des votes                                               | Total des votes                                               | Total des votes                                               | 132 707                                                       | 100%                                                          |
|                                                               | Les Démocrates conservent                                     |                                                               |                                                               |                                                               |

### 2024
La Californie a tenu sa Primaire Jungle le 5 mars 2024, selon ce système de Primaire, tous les candidats sont sur le même bulletin de vote, et les deux arrivés en tête s'affronteront le jour de l'Élection Générale, à savoir le 5 novembre 2024.
| Primaire Jungle 2024 du 33e district congressionnel de Californie | Primaire Jungle 2024 du 33e district congressionnel de Californie | Primaire Jungle 2024 du 33e district congressionnel de Californie | Primaire Jungle 2024 du 33e district congressionnel de Californie | Primaire Jungle 2024 du 33e district congressionnel de Californie |
| ----------------------------------------------------------------- | ----------------------------------------------------------------- | ----------------------------------------------------------------- | ----------------------------------------------------------------- | ----------------------------------------------------------------- |
| Parti                                                             | Parti                                                             | Candidat                                                          | Votes                                                             | %                                                                 |
|                                                                   | Démocrate                                                         | Pete Aguilar (sortant)                                            | 45 065                                                            | 57,1                                                              |
|                                                                   | Républicain                                                       | Tom Herman                                                        | 33 815                                                            | 42,9                                                              |

| Élection de 2024 du 33e district congressionnel de Californie | Élection de 2024 du 33e district congressionnel de Californie | Élection de 2024 du 33e district congressionnel de Californie | Élection de 2024 du 33e district congressionnel de Californie | Élection de 2024 du 33e district congressionnel de Californie |
| ------------------------------------------------------------- | ------------------------------------------------------------- | ------------------------------------------------------------- | ------------------------------------------------------------- | ------------------------------------------------------------- |
| Parti                                                         | Parti                                                         | Candidat                                                      | Votes                                                         | %                                                             |
|                                                               | Démocrate                                                     | Pete Aguilar (sortant)                                        | 137 197                                                       | 58,8                                                          |
|                                                               | Républicain                                                   | Tom Herman                                                    | 96 078                                                        | 41,2                                                          |
| Total des votes                                               | Total des votes                                               | Total des votes                                               | 233 275                                                       | 100%                                                          |
|                                                               | Les Démocrates conservent                                     |                                                               |                                                               |                                                               |

## Frontière historique de district
De 2003 à 2013, le district englobait la ville incorporée de Culver City (un centre de production cinématographique et télévisuelle), et dans les zones non incorporées de Baldwin Hills telles que Ladera Heights et certains des quartiers occidentaux de la ville de Los Angeles tels que Baldwin Hills (quartier).
De 1993 à 2013, une grande partie du 33e se trouvait dans le 36e district congressionnel de Californie. Le 36e était situé dans le sud-ouest du Comté de Los Angeles et comprenait Manhattan Beach, Torrance et des parties de Los Angeles même. Ce district a été en grande partie démantelé après le recensement de 2010, le 33e succédant au 36e, tandis que l'actuel 36e est en grande partie le successeur de l'ancien 45e district.

## Pour aller plus loin
- Mark Leibovich (April 24, 2014), "Real House Candidates of Beverly Hills", New York Times